# Sandesh Jhingan
Sandesh Jhingan (* 21. Juli 1993 in Chandigarh) ist ein indischer Fußballspieler.

## Karriere

### Verein
Er spielte ab Ende 2011 für United Sikkim und wurde hier Mitte November 2013 zum Rangdajied United FC verliehen. Wobei er kurz darauf doch bis zum Ende der laufenden Saison einen Vertrag in Mumbai unterzeichnete. Zum Start der neuen ISL wurde er im Sommer 2014 von den Kerala Blasters gedraftet. Von hier wurde er über das Frühjahr 2015 an den SC de Goa verliehen. Dieses Muster wiederholte sich auch in den nächsten Monaten, wo er bei seinem Stammklub spielfrei hatte. So ging es nach und nach zu DSK Shivajians FC und Bengaluru FC. Seinen nächsten Wechsel hatte er erst im September 2020, wo er nun zu ATK Mohun Bagan ging. Bereits im August 2021 verließ er diesen aber wieder und wechselte erstmals nach Europa. Beim kroatischen Klub HNK Sibenik, verbrachte er die Hinrunde 2021/22 und verließ, ohne jemals zum Einsatz gekommen zu sein die Mannschaft Anfang 2022 bereits wieder zurück in Richtung ATK. Nach ein paar Monaten wieder hier, schloss er sich abschließend im August 2022 zum zweiten Mal dem Bengaluru FC an. Seit Juni 2023 steht er mittlerweile beim FC Goa unter Vertrag, mit welchen er wieder in der ISL aktiv ist.

### Nationalmannschaft
Sein erstes bekanntes Spiel für die indische Nationalmannschaft war am 12. März 2015 bei einem 2:0-Sieg über Nepal während der Qualifikation für die Weltmeisterschaft 2018, wo er in der Startelf stand. Nach weiteren Qualifikationsspielen in dieser Phase, kam er ab Juni 2016 auch in den Qualifikationsspielen für die Asienmeisterschaft 2019 zum Einsatz. Nachdem er sich mit seinem Team für die Endrunde des Turniers qualifizierte, gehörte er hier auch mit zum Turnierkader und kam in allen drei Gruppenspielen der Mannschaft zum Einsatz.
Nach dem Turnier ging es im darauffolgenden Sommer auch für ihn und sein Team mit der Qualifikation für die Weltmeisterschaft 2022 los. Anschließend daran, gab es noch im Juni 2022 ein paar Qualifikationsspiele für die Asienmeisterschaft 2023. Im Sommer des folgenden Jahres war er unter den Spielern, die bei der Südasienmeisterschaft 2023 eingesetzt wurden. Abschließend mit dem Jahr 2023, bestritt er auch noch zwei Partien in der Qualifikationsgruppe für die Weltmeisterschaft 2026.
Am 30. Dezember 2023 wurde er für den finalen Kader bei der Asienmeisterschaft 2024 nominiert.